# Сурдулица (община)
Община Сурдулица (на сръбски: Општина Сурдулица) е община в Пчински окръг, югоизточна Сърбия. Заема площ от 628 км2., а административен център е град Сурдулица.

## Население
Населението на общината възлиза на 20 319 жители (2011 г.).
Етнически състав:
- сърби – 16 233 жители
- цигани – 2631 жители
- българи – 734 жители
- македонци – 31 жители
- хървати – 11 жители
- черногорци – 10 жители
- други – 55 жители
- неизяснени – 393 жители
- неизвестно – 221 жители

## Населени места
Общо брой – 41
1 град:
- Сурдулица

40 села:
- Алакинце
- Бациевце
- Бело поле
- Биновце
- Битвръджа
- Божица
- Власина Округлица
- Власина рид
- Власина Стойковичева
- Вучаделце
- Горна Козница
- Горно Романовце
- Грознатовци
- Данино село
- Дикава
- Долно Романовце
- Драинци
- Дълги дел
- Дугойница
- Загужане
- Йелашница
- Калабовце
- Киевац
- Клисура
- Колуница
- Кострошевци
- Лескова бара
- Масурица
- Мечкатица
- Ново село
- Паля
- Ръждавица
- Стайковце
- Стрезимировци
- Сувойница
- Сухи дол
- Топли до
- Топли дол
- Троскач
- Чурковица